# Студентски културни центар Крагујевац
| Студентски културни центар Крагујевац |                                           |
|                                       |                                           |
|                                       |                                           |
| Оснивач:                              | Влада Републике Србије                    |
| Основан:                              | 1984.                                     |
| Седиште:                              | Радоја Домановића 12, · Крагујевац Србија |
| Веб презентација                      | https://skckg.com/                        |
| Контакт:                              | 034/336- 122                              |

Студентски културни центар Крагујевац је основан 1984. године, као Установа ученичког и студентског стандарда, под окриљем је Министарства просвете, науке и технолошког развоја Републике Србије. Настао на основама Омладинског културно-уметничког друштва, основаног 1977. године, при Универзитету у Крагујевцу.

## Мисија
Мисија Студентског културног центра Крагујевац је унапређење делатности обогаћивањем програма, едукацијом, радом на задовољењу културних, образовних, уметничких потреба младих и подстицање пре свега студената, али и свих осталих суграђана на активно учествовање у креативном изражавању и стваралаштву. 

## Програми
Кроз своје програме и активности ‒ Ликовне, музичке, позоришне и филмске ‒ публици представља савремене тенденције свих видова уметничког ставаралаштва, а кроз своје књижевно и музичко издаваштво, СКЦ подстиче и подржава креативне младе ствараоце из Крагујевца и региона и помаже њихову промоцију и афирмацију. Своју едукативну функцију остварује и кроз бројне радионице и предавања. Паралелно, неговањем традиционалне културе кроз рад фолклорног ансамбла доприноси очувању нематеријалне културне баштине. 

### Ликовни програм
Две галерије које се налазе у оквиру Студентског културног центра, Контакт галерија и Галерија СКЦ, намењене су како излагању дела већ признатих и познатих аутора савремене уметничке визуелне сцене, тако и пружању подршке млађим генерацијама аутора у њиховом позиционирању на уметничкој сцени, пре свега кроз представљање радова студената завршних година и дипломаца факултета и академија уметности.

### Музички програм
Музички програм Студентског културног центра карактерише стилска и жанровска разноврсност концерата које организује и отвореност за најактуелније правце савремене музичке сцене. Поред концерата џеза, музике света, поп, рок, експерименталне и електронске музике, организују се и концерти озбиљне музике, првенствено у сарадњи са студентима музичких академија и факултета. 

### Књижевни програм
Књижевним програмом и издавачком делатношћу СКЦ остварује сарадњу са познатим именима савремене књижевне сцене, али и отвара простор за представљање књижевних остварења још увек неафирмисаних аутора. Организују се књижевне вечери и говорне трибине са циљем представљања актуелних књижевних дела, књижевних и научних часописа. У оквиру издавачке делатности Установе, поред бројних издања, издваја се најнаграђиванија едиција Првенац, започета 2002. године као прилика за талентоване младе ауторе из читавог региона да објаве своје прве књижевне радове. 

### Позоришни програм
Позоришна продукција и рад Академског позоришта и Драмске секције Студентског културног центра Крагујевац представљају оквире унутар којих млади заљубљеници у позоришну уметност и креативци могу да искажу своју стваралачку енергију и пронађу и уобличе свој уметнички израз. Поред аматерског бављења позоришном уметношћу, СКЦ организује и гостовања професионалних позоришта, драмске радионице и остварује сарадњу са низом других аматерских позоришта, а све са циљем развоја и едукације позоришне публике. Развоју позоришног аматеризма од 2015. године доприноси и фестивал такмичарског карактера − Кулиса, који окупља академска и аматерска позоришта из земље и региона. 

### Фолклорни програм
Такође, кроз вишедеценијско постојање и рад Академског фолклорног ансамбла „Светозар Марковић”, Народног оркестра и Певачке групе „Студенац”, СКЦ доприноси очувању културног наслеђа и неговању традиционалних форми игара и песама. СКЦ својом делатношћу доприноси културном диверзитету, културном животу града, активно сарађујући са релевантним овдашњим и међународним институцијама културе, уметничким и образовним институцијама.
Популаризацијом културних активности, интелектуалних и креативних потенцијала и иновација Студентски културни центар настоји да буде препознат као модерна, динамична установа,отворена за нове идеје и нове тенденције у уметности и култури нашег времена.